# Codex (revue)
Pour les articles homonymes, voir Codex (homonymie).
Codex est une revue trimestrielle française fondée en octobre 2016, et sous-titrée 2 000 ans d'aventure chrétienne. Comme le nom l'indique, elle est spécialisée en histoire du christianisme.

## Historique
La revue Codex est la continuatrice de la revue Histoire du christianisme magazine. Cette dernière avait été fondée en 1999 par Jean-Yves Riou, et sa publication s'était poursuivie durant dix-sept ans. En 2016, souhaitant renouveler l'esprit et la forme de la revue, Jean-Yves Riou change de titre et choisit Codex.

## Équipe
Le directeur de publication est resté Jean-Yves Riou, directeur des Éditions LCD qui publient la revue. La rédactrice en chef, en 2020, est Priscille de Lassus.
Le conseil scientifique de la revue est composé d'une trentaine d'universitaires reconnus par leurs pairs.
Parmi les contributeurs réguliers à la revue, les historiens sont naturellement majoritaires. Y contribuent régulièrement notamment Marie Barral-Baron, Marie-Françoise Baslez, Bernard Berthod, Jacques-Olivier Boudon, Anne Brogini, Yves Bruley, Philippe Chenaux, Alexandre Gady, Édouard Husson, Dominique Lambert, Adeline Rucquoi, Christian Sorrel, Catherine Vincent ou Agnès Walch.

## Ligne éditoriale
Le format de la revue, dont chaque numéro trimestriel compte entre cent cinquante et deux cents pages, en fait un mook (« magazine-book »), soit un objet intermédiaire entre une revue et un ouvrage. Une place importante est laissée à une illustration voulue de qualité.
La revue ne se place pas d'abord sur une lecture religieuse ni théologique, mais avant tout culturelle, de l'histoire du christianisme.

## Numéros
Les dossiers principaux des numéros de Codex portent respectivement sur :
| Numéro | Thème du dossier |
| ------ | --- |
| 1      | Le vandalisme sous la Révolution française                                                                                     |
| 2      | L'affaire Galilée |
| 3      | Jésus |
| 4      | L'Action française |
| 5      | La Réforme protestante |
| 6      | Rôle joué par les femmes dans la société et l'Église                                                                           |
| 7      | Les textes apocryphes bibliques                                                                                                |
| ...    | |
| 33     | Les guerres de Religion rencontre "Les moines, pionniers de l'écologie intégrale", patrimoine "Trésors de la Sicile normande", |